# Bet Sze’an (dolina)
Dolina Bet Sze’an (hebr. עמק בית שאן, Emek Bet Sze’an) – rozległa dolina będącą częścią Rowu Jordanu. Dolina Bet Sze’an położona jest w północnej części Izraela.

## Geografia
Dolina Bet Sze’an jest częścią Rowu Jordanu, i znajduje się w obszarze miasta Bet Sze’an i miejsca, w którym rzeka Charod uchodzi do rzeki Jordan. Rzeka Jordan wyznacza wschodnią granicę doliny. Za północną granicę uznaje się strumień Nachal Tawor, która spływa z płaskowyżu Ramot Jissachar w Dolnej Galilei i uchodzi do Jordanu na południe od kibucu Geszer. Południową granicę wyznacza rzeka Milch, która spływa ze wzgórz Samarii i uchodzi do Jordanu na północny wschód od moszawu Szadmot Mechola. Natomiast południowo-zachodnią granicę wyznacza masyw wzgórz Gilboa. Dolina przechodzi w kierunku północno-zachodnim w Dolinę Charod prowadzącą na zachód bezpośrednio do Doliny Jezreel.
Dolina Bet Sze’an ma długość 25 kilometrów (z północy na południe) i szerokość przekraczającą 10 km (ze wschodu na zachód). Cały jej obszar znajduje się w depresji Rowu Jordanu na wysokości 300 metrów p.p.m., natomiast położone na zachodzie wzgórza wznoszą się na wysokość 536 metrów n.p.m. Dno doliny jest w przeważającej większości płaskie, z delikatną tendencją spadkową ku wschodowi. Krajobraz urozmaica kilkadziesiąt niewielkich pagórków. Najważniejszych ciekiem wodnym płynącym przez dolinę jest rzeka Jordan. Spływają do niej liczne potoki i strumienie, o charakterze najczęściej sezonowym. Z małych rzek można wymienić: Harod, Tavor, Milch, Minto, Dosen i inne. W dolinie występują także źródła termalne.
W dolinie znajduje się miasto Bet Sze’an, a także kibuce En ha-Naciw, Geszer, Chamadja, Kefar Ruppin, Ma’oz Chajjim, Mesillot, Newe Etan, Newe Ur, Nir Dawid, Reszafim, Sede Elijjahu, Sede Nachum, Szeluchot i Tirat Cewi, moszawy Bet Josef, Jardena, Rechow, Rewaja, Sede Terumot i Tel Te’omim (należące do Samorządu Regionu Doliny Emek ha-Majanot), oraz moszawy Mechola i Szadmot Mechola (należące do Samorządu Regionu Bika’a ha-Jarden). Administracyjne dolina jest położona w Poddystrykcie Jezreel, w Dystrykcie Północnym.

## Historia
Dolina jest zamieszkała nieprzerwanie od czasów starożytnych. Podczas panowanie Imperium Osmańskiego, populacja doliny znacznie się zmniejszyła i duża część pól uprawnych przekształciła się tereny podmokłe lub bagna. W 1932 dolinę odwiedził pracujący dla Żydowskiego Funduszu Narodowego Josef Weitz. Dostrzegł on potencjał rolniczy i mieszkaniowy doliny, dzięki czemu od 1934 zaczęły powstawać tutaj pierwsze żydowskie osady rolnicze. Gdy w 1936 wybuchła Rewolta arabska, większość z tych osiedli przybrała charakter osad obronnych (były otoczone palisadą obronną i posiadały wieżę obserwacyjną). Konflikt żydowsko-arabski systematycznie nasilał się w tym obszarze.
Przyjęta 29 listopada 1947 roku Rezolucja Zgromadzenia Ogólnego ONZ nr 181 przewidywała, że dolina Bet Sze’an będzie częścią państwa żydowskiego. Podczas wojny domowej w Mandacie Palestyny siły żydowskiej organizacji paramilitarnej Hagana wysiedliły arabskich mieszkańców z tutejszych wiosek. Na samym początku I wojny izraelsko-arabskiej wojska arabskie podjęły nieudaną próbę zajęcia doliny. W następnych latach prawie cały region został całkowicie zdominowany przez Izraelczyków. Ostatni południowy skrawek doliny Izraelczycy zajęli podczas wojny sześciodniowej w 1967 roku - powstały tu moszawy Mechola i Szadmot Mechola.

## Turystyka
Największą tutejszą atrakcją turystyczną jest park archeologiczny w mieście Bet Sze’an. Odkryte antyczne budowle weszły w skład Parku Narodowego Bet Sze’an, który jest jednym z najbardziej imponujących miejsc w Izraelu. Każdego roku przyjeżdża tutaj około 300 tys. turystów. Plan rozwoju turystyki w regionie zakłada wykorzystanie antycznego miasta Scytopolis jako centrum przyciągającego turystów do Doliny Bet Sze’an. Na wschód od obszaru parku archeologicznego ma w przyszłości powstać centrum handlowe. Władze miasta planują powiększyć obszar wykopalisk, które obecnie udostępniają turystom zaledwie 10% całości wykopalisk. W tym celu ma powstać muzeum oraz kompleks hotelowy z usługami spa. Okoliczne osady rolnicze również realizują projekty rozbudowy bazy hotelowej i poprawienia atrakcyjności miejsc wypoczynku, koncentrując się na rehabilitacji w termalnych kąpielach mineralnych.
Kibuc Kfar Ruppin jest reklamowany jako jedno z najlepszych miejsc do obserwacji ptaków na północy Izraela. Znajduje się tutaj także stacja obrączkowania ptaków. W sąsiedztwie kibucu Tirat Cvi odkryto pozostałości starożytnej synagogi pochodzącej z IV wieku. Zachowała się mozaika podłogowa z wizerunkiem siedmioramiennego świecznika. Została ona odnowiona i przeniesiona do kibucu. Umieszczono ją przed wejściem do współczesnej synagogi. Dodatkową atrakcją jest zachowany fragment rzymskiej drogi. W rejonie kibucu Maoz Chaim archeolodzy odkryli pozostałości średniowiecznej synagogi. Wykopaliska odkryły podłogową mozaikę z wizerunkiem siedmioramiennego świecznika. Synagoga jest datowana na okres V-VII wieku. Na południe od kibucu jest mały rezerwat przyrody Maoz Haim, w którym rosną unikalne drzewa tropikalne. Na pobliskiej górze, położonej około 3 km na zachód od kibucu Neve Ur, znajdują się ruiny twierdzy Belvoir, którą wybudowali w 1130 roku krzyżowcy.
Kibuc Nir Dawid jest przez wielu nazywany „najpiękniejszym kibucem Izraela”. W ostatnich latach kibuc rozwinął usługi turystyczne. Tutejszymi największymi atrakcjami są: pół-naturalny park wodny „Gan Gan HaSzlosza” stworzony na rzece Amal, której czysta woda pochodzi z trzech naturalnych źródeł. Przez cały rok woda utrzymuje stałą temperaturę 28 °C. Ogród zoologiczny „Gan-Guroo” zajmuje powierzchnię 16 hektarów, na których prezentowana jest fauna i flora z Australii: torbacze, kangurowate i koala.

## Gospodarka
Centrum handlowo usługowe doliny Bet Sze’an znajduje się w mieście Bet Sze’an. Jest to ważny ośrodek przemysłu bawełnianego w Izraelu, a wielu mieszkańców pracuje w okolicznych osadach rolniczych przy hodowli bawełny. W mieście jest ona przetwarzana na tkaniny, a następnie produkowana z nich odzież. Bet Sze’an posiada dwie strefy przemysłowe położone na północ i wschód od miasta. W okolicznych osadach rolniczych rozwijane jest nowoczesne rolnictwo i sadownictwo. W dolinie są także stawy hodowlane ryb.

## Transport
Przez dolinę przechodzą dwie ważne arterie komunikacyjne: z północy na południe droga nr 90, oraz ze wschodu na zachód droga ekspresowa nr 71. Do 1948 przez dolinę przechodziła odnoga linii kolejowej Hejaz, która łączyła Damaszek z Medyną. Odnoga przebiegająca przez miasto Bet Sze’an łączyła główną linię kolejową z Hajfą. Ze względu na przeciągający się konflikt izraelsko-arabski linia kolejowa jest nadal nieczynna.

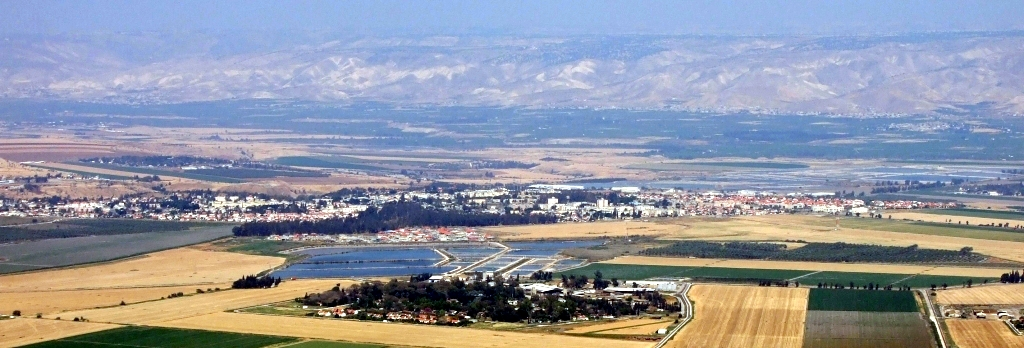
Panorama doliny Bet Sze’an